# Dylan Woodhead
Dylan Woodhead, född 25 september 1998 i San Anselmo i Kalifornien, är en amerikansk vattenpolospelare som spelar i USA:s herrlandslag i vattenpolo. Han deltog i olympiska sommarspelen 2020 där USA slutade på sjätte plats.
Woodhead studerade vid Stanford University och vann NCAA-mästerskapet 2019 med vattenpololaget av Stanford Cardinal. Han har tagit guld vid panamerikanska spelen 2023.